# Portuguès d'Olivença
El portuguès oliventí (també conegut com a portuguès d'Olivença, en portuguès: português oliventino/português d'Olivença) és la varietat dialectal de la llengua portuguesa pròpia de les poblacions d'Olivença, Táliga i dels llogarets propers. Actualment el portuguès a Olivença i a Táliga no té cap reconeixement per part de l'Estat Espanyol que administra aquestes viles després de la Guerra de les Taronges. Portugal no reconeix la sobirania espanyola en la regió i afirma que aquests territoris li pertanyen. Ja no es parla a Táliga.
Fruit dels dos segles d'administració espanyola i aïllament de la resta de Portugal el portuguès oliventí és ara una parla moribunda; els joves ja no el parlen, i només ho fan alguns vells. El portuguès va deixar de ser la llengua de la vila a partir de la dècada de 1940, procés accelerat per la política de castellanització duta a terme per l'Espanya franquista.